# یواس‌سی‌جی‌سی ساندو (دبلیوال‌بی-۴۰۴)
یواس‌سی‌جی‌سی ساندو (دبلیوال‌بی-۴۰۴) (به انگلیسی: USCGC Sundew (WLB-404)) یک کشتی بود که طول آن ۱۸۰ فوت (۵۵ متر) بود. این کشتی در سال ۱۹۴۴ ساخته شد.